# Madelaine Edlund
Madelaine Nathalie Edlund (Jönköping, 15 de setembro de 1985) é uma ex-futebolista sueca que atuava como atacante.

## Carreira
Madelaine Edlund integrou o elenco da Seleção Sueca de Futebol Feminino, nas Olimpíadas de 2012. 